# Liste länderspezifischer Top-Level-Domains

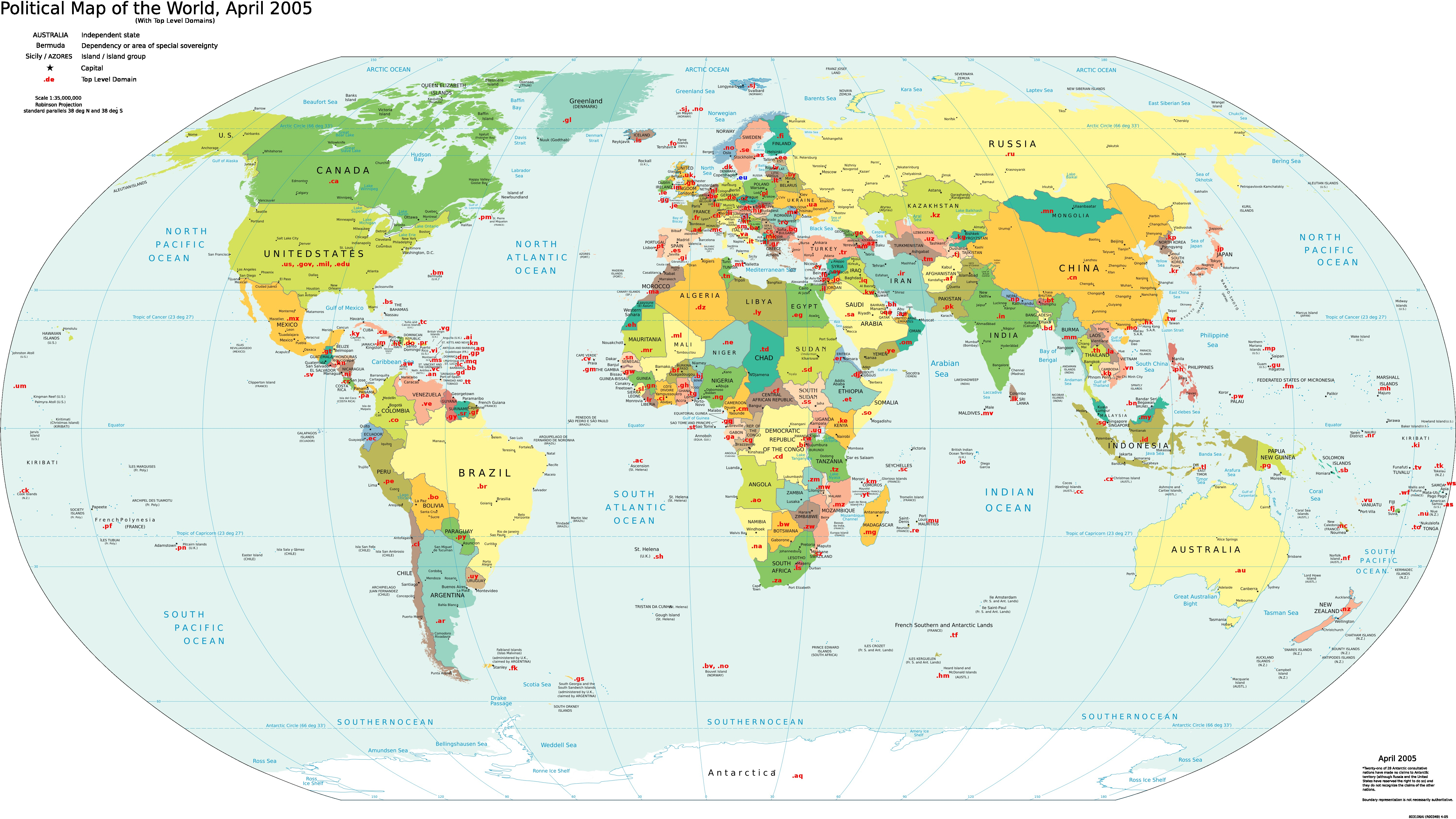
Weltkarte mit eingetragenen ccTLDs

Die Liste länderspezifischer Top-Level-Domains (englisch country code top level domains, Abkürzung ccTLDs) listet 255 ccTLDs (Stand Mai 2021), wobei jedem Land genau ein Zwei-Buchstaben-Code (ALPHA-2) nach ISO 3166 zugewiesen ist. Daneben gibt es häufig noch eigene ccTLDs für abhängige Gebiete, die meist geographisch vom Mutterland getrennt sind und deren Code in der Regel ISO 3166-2:2013 entnommen ist. Darüber hinaus gibt es rund 60 internationalisierte länderspezifische Top-Level-Domains (englisch internationalized Domain Name country-code TLD), abgekürzt IDN ccTLD. In beiden Gruppen gibt es jeweils einige wenige TLDs, die aus unterschiedlichen Gründen derzeit nicht zugewiesen sind (englisch Not assigned).
Die Liste aller Top-Level-Domains wird von der Internet Assigned Numbers Authority (IANA) verwaltet und in der Root Zone Database veröffentlicht.

## Länderspezifische Top-Level-Domains
Diese Liste enthält alle in der von IANA in der Root Zone Database aufgeführten länderspezifischen Top-Level-Domains mit zweibuchstabigem Code aus ISO 3166 oder ISO 3166-2:2013. Internationalisierte Top-Level-Domains sind nicht enthalten. Nicht alle Top-Level-Domains sind einer Vergabestelle zugewiesen (englisch Not assigned) oder werden genutzt, sind aber unter Umständen für eine Verwendung durch die in diesem Fall angegebene Gebietskörperschaft reserviert. Zum Teil führt die IANA dabei auch zurückgezogene TLDs in der Root Zone Database weiter.
| ccTLD | Land/Gebiet                                                                                       | Kontinent/Region           |
| ----- | ------------------------------------------------------------------------------------------------- | -------------------------- |
| .ac   | Ascension                                                                                         | Afrika                     |
| .ad   | Andorra                                                                                           | Europa                     |
| .ae   | Vereinigte Arabische Emirate                                                                      | Asien                      |
| .af   | Afghanistan                                                                                       | Asien                      |
| .ag   | Antigua und Barbuda                                                                               | Karibik                    |
| .ai   | Anguilla                                                                                          | Karibik                    |
| .al   | Albanien                                                                                          | Europa                     |
| .am   | Armenien                                                                                          | Kaukasus                   |
| .ao   | Angola                                                                                            | Afrika                     |
| .aq   | Antarktis (hier definiert als alles südlich von 60° S)                                            | Antarktis                  |
| .ar   | Argentinien                                                                                       | Südamerika                 |
| .as   | Amerikanisch-Samoa                                                                                | Südpazifik                 |
| .at   | Österreich                                                                                        | Europa                     |
| .au   | Australien                                                                                        | Australien und Ozeanien    |
| .aw   | Aruba                                                                                             | Karibik                    |
| .ax   | Åland (seit 1. März 2006, zuvor .aland.fi)                                                        | Europa                     |
| .az   | Aserbaidschan                                                                                     | Kaukasus                   |
| .ba   | Bosnien und Herzegowina                                                                           | Europa                     |
| .bb   | Barbados                                                                                          | Karibik                    |
| .bd   | Bangladesch                                                                                       | Asien                      |
| .be   | Belgien                                                                                           | Europa                     |
| .bf   | Burkina Faso                                                                                      | Afrika                     |
| .bg   | Bulgarien                                                                                         | Europa                     |
| .bh   | Bahrain                                                                                           | Naher Osten                |
| .bi   | Burundi                                                                                           | Afrika                     |
| .bj   | Benin                                                                                             | Afrika                     |
| .bl   | Saint-Barthélemy                                                                                  | Karibik                    |
| .bm   | Bermuda                                                                                           | Nordamerika                |
| .bn   | Brunei                                                                                            | Asien                      |
| .bo   | Bolivien                                                                                          | Südamerika                 |
| .bq   | Bonaire, Sint Eustatius, Saba                                                                     | Südamerika                 |
| .br   | Brasilien                                                                                         | Südamerika                 |
| .bs   | Bahamas                                                                                           | Karibik                    |
| .bt   | Bhutan                                                                                            | Asien                      |
| .bv   | Bouvetinsel (Bisher keine Registrierung möglich nur .no)                                          | Südatlantik                |
| .bw   | Botswana                                                                                          | Afrika                     |
| .by   | Belarus                                                                                           | Europa                     |
| .bz   | Belize                                                                                            | Mittelamerika              |
| .ca   | Kanada                                                                                            | Nordamerika                |
| .cc   | Kokosinseln                                                                                       | Indischer Ozean            |
| .cd   | Demokratische Republik Kongo (Kongo-Kinshasa) (zuvor .zr)                                         | Afrika                     |
| .cf   | Zentralafrikanische Republik                                                                      | Afrika                     |
| .cg   | Republik Kongo (Kongo-Brazzaville)                                                                | Afrika                     |
| .ch   | Schweiz                                                                                           | Europa                     |
| .ci   | Elfenbeinküste                                                                                    | Afrika                     |
| .ck   | Cookinseln                                                                                        | Australien und Ozeanien    |
| .cl   | Chile                                                                                             | Südamerika                 |
| .cm   | Kamerun                                                                                           | Afrika                     |
| .cn   | Volksrepublik China                                                                               | Asien                      |
| .co   | Kolumbien                                                                                         | Südamerika                 |
| .cr   | Costa Rica                                                                                        | Mittelamerika              |
| .cu   | Kuba                                                                                              | Karibik                    |
| .cv   | Kap Verde                                                                                         | Afrika                     |
| .cw   | Curaçao                                                                                           | Karibik                    |
| .cx   | Weihnachtsinsel                                                                                   | Indischer Ozean            |
| .cy   | Zypern                                                                                            | Europa                     |
| .cz   | Tschechien                                                                                        | Europa                     |
| .de   | Deutschland                                                                                       | Europa                     |
| .dj   | Dschibuti                                                                                         | Afrika                     |
| .dk   | Dänemark                                                                                          | Europa                     |
| .dm   | Dominica                                                                                          | Karibik                    |
| .do   | Dominikanische Republik                                                                           | Karibik                    |
| .dz   | Algerien                                                                                          | Afrika                     |
| .ec   | Ecuador                                                                                           | Südamerika                 |
| .ee   | Estland                                                                                           | Europa                     |
| .eg   | Ägypten                                                                                           | Afrika                     |
| .eh   | Westsahara (nicht aktiviert)                                                                      | Afrika                     |
| .er   | Eritrea                                                                                           | Afrika                     |
| .es   | Spanien                                                                                           | Europa                     |
| .et   | Äthiopien                                                                                         | Afrika                     |
| .eu   | Europäische Union                                                                                 | Europa                     |
| .fi   | Finnland                                                                                          | Europa                     |
| .fj   | Fidschi                                                                                           | Australien und Ozeanien    |
| .fk   | Falklandinseln                                                                                    | Südamerika                 |
| .fm   | Föderierte Staaten von Mikronesien                                                                | Westpazifik                |
| .fo   | Färöer                                                                                            | Europa                     |
| .fr   | Frankreich                                                                                        | Europa                     |
| .ga   | Gabun                                                                                             | Afrika                     |
| .gb   | Vereinigtes Königreich (heute ungenutzt, auch .uk) (auch Wales Schottland Nordirland und England) | Europa                     |
| .gd   | Grenada                                                                                           | Karibik                    |
| .ge   | Georgien                                                                                          | Kaukasus                   |
| .gf   | Französisch-Guayana                                                                               | Südamerika                 |
| .gg   | Guernsey                                                                                          | Europa                     |
| .gh   | Ghana                                                                                             | Afrika                     |
| .gi   | Gibraltar                                                                                         | Europa                     |
| .gl   | Grönland                                                                                          | Nordamerika                |
| .gm   | Gambia                                                                                            | Afrika                     |
| .gn   | Guinea                                                                                            | Afrika                     |
| .gp   | Guadeloupe                                                                                        | Karibik                    |
| .gq   | Äquatorialguinea                                                                                  | Afrika                     |
| .gr   | Griechenland                                                                                      | Europa                     |
| .gs   | Südgeorgien und die Südlichen Sandwichinseln                                                      | Südatlantik                |
| .gt   | Guatemala                                                                                         | Mittelamerika              |
| .gu   | Guam                                                                                              | Westpazifik                |
| .gw   | Guinea-Bissau                                                                                     | Afrika                     |
| .gy   | Guyana                                                                                            | Südamerika                 |
| .hk   | Hongkong                                                                                          | Asien                      |
| .hm   | Heard und McDonaldinseln                                                                          | Australien und Ozeanien    |
| .hn   | Honduras                                                                                          | Mittelamerika              |
| .hr   | Kroatien                                                                                          | Europa                     |
| .ht   | Haiti                                                                                             | Karibik                    |
| .hu   | Ungarn                                                                                            | Europa                     |
| .id   | Indonesien                                                                                        | Asien                      |
| .ie   | Irland                                                                                            | Europa                     |
| .il   | Israel                                                                                            | Naher Osten                |
| .im   | Isle of Man (Teil der Kronbesitzungen der britischen Krone, nicht des Vereinigten Königreichs)    | Europa                     |
| .in   | Indien                                                                                            | Asien                      |
| .io   | Britisches Territorium im Indischen Ozean                                                         | Indischer Ozean            |
| .iq   | Irak                                                                                              | Naher Osten                |
| .ir   | Iran                                                                                              | Naher Osten                |
| .is   | Island                                                                                            | Europa                     |
| .it   | Italien                                                                                           | Europa                     |
| .je   | Jersey                                                                                            | Europa                     |
| .jm   | Jamaika                                                                                           | Karibik                    |
| .jo   | Jordanien                                                                                         | Naher Osten                |
| .jp   | Japan                                                                                             | Asien                      |
| .ke   | Kenia                                                                                             | Afrika                     |
| .kg   | Kirgisistan                                                                                       | Asien                      |
| .kh   | Kambodscha                                                                                        | Asien                      |
| .ki   | Kiribati                                                                                          | Australien und Ozeanien    |
| .km   | Komoren                                                                                           | Afrika                     |
| .kn   | St. Kitts und Nevis                                                                               | Karibik                    |
| .kp   | Nordkorea                                                                                         | Asien                      |
| .kr   | Südkorea                                                                                          | Asien                      |
| .kw   | Kuwait                                                                                            | Naher Osten                |
| .ky   | Cayman Islands                                                                                    | Karibik                    |
| .kz   | Kasachstan                                                                                        | Asien                      |
| .la   | Laos                                                                                              | Asien                      |
| .lb   | Libanon                                                                                           | Naher Osten                |
| .lc   | St. Lucia                                                                                         | Karibik                    |
| .li   | Liechtenstein                                                                                     | Europa                     |
| .lk   | Sri Lanka                                                                                         | Asien                      |
| .lr   | Liberia                                                                                           | Afrika                     |
| .ls   | Lesotho                                                                                           | Afrika                     |
| .lt   | Litauen                                                                                           | Europa                     |
| .lu   | Luxemburg                                                                                         | Europa                     |
| .lv   | Lettland                                                                                          | Europa                     |
| .ly   | Libyen                                                                                            | Afrika                     |
| .ma   | Marokko                                                                                           | Afrika                     |
| .mc   | Monaco                                                                                            | Europa                     |
| .md   | Moldau                                                                                            | Europa                     |
| .me   | Montenegro                                                                                        | Europa                     |
| .mf   | Saint-Martin                                                                                      | Karibik                    |
| .mg   | Madagaskar                                                                                        | Afrika                     |
| .mh   | Marshallinseln                                                                                    | Australien und Ozeanien    |
| .mk   | Nordmazedonien                                                                                    | Europa                     |
| .ml   | Mali                                                                                              | Afrika                     |
| .mm   | Myanmar                                                                                           | Asien                      |
| .mn   | Mongolei                                                                                          | Asien                      |
| .mo   | Macau                                                                                             | Asien                      |
| .mp   | Nördliche Marianen                                                                                | Westpazifik                |
| .mq   | Martinique                                                                                        | Karibik                    |
| .mr   | Mauretanien                                                                                       | Afrika                     |
| .ms   | Montserrat                                                                                        | Karibik                    |
| .mt   | Malta                                                                                             | Europa                     |
| .mu   | Mauritius                                                                                         | Afrika                     |
| .mv   | Malediven                                                                                         | Asien                      |
| .mw   | Malawi                                                                                            | Afrika                     |
| .mx   | Mexiko                                                                                            | Mittelamerika              |
| .my   | Malaysia                                                                                          | Asien                      |
| .mz   | Mosambik                                                                                          | Afrika                     |
| .na   | Namibia                                                                                           | Afrika                     |
| .nc   | Neukaledonien                                                                                     | Australien und Ozeanien    |
| .ne   | Niger                                                                                             | Afrika                     |
| .nf   | Norfolkinsel                                                                                      | Australien und Ozeanien    |
| .ng   | Nigeria                                                                                           | Afrika                     |
| .ni   | Nicaragua                                                                                         | Mittelamerika              |
| .nl   | Niederlande                                                                                       | Europa                     |
| .no   | Norwegen                                                                                          | Europa                     |
| .np   | Nepal                                                                                             | Asien                      |
| .nr   | Nauru                                                                                             | Australien und Ozeanien    |
| .nu   | Niue                                                                                              | Australien und Ozeanien    |
| .nz   | Neuseeland                                                                                        | Australien und Ozeanien    |
| .om   | Oman                                                                                              | Asien                      |
| .pa   | Panama                                                                                            | Südamerika                 |
| .pe   | Peru                                                                                              | Südamerika                 |
| .pf   | Französisch-Polynesien                                                                            | Südpazifik                 |
| .pg   | Papua-Neuguinea                                                                                   | Australien und Ozeanien    |
| .ph   | Philippinen                                                                                       | Asien                      |
| .pk   | Pakistan                                                                                          | Asien                      |
| .pl   | Polen                                                                                             | Europa                     |
| .pm   | Saint-Pierre und Miquelon                                                                         | Nordamerika                |
| .pn   | Pitcairninseln                                                                                    | Südpazifik                 |
| .pr   | Puerto Rico                                                                                       | Karibik                    |
| .ps   | Palästina                                                                                         | Naher Osten                |
| .pt   | Portugal                                                                                          | Europa                     |
| .pw   | Palau                                                                                             | Australien und Ozeanien    |
| .py   | Paraguay                                                                                          | Südamerika                 |
| .qa   | Katar                                                                                             | Naher Osten                |
| .re   | Réunion                                                                                           | Indischer Ozean            |
| .ro   | Rumänien                                                                                          | Europa                     |
| .rs   | Serbien                                                                                           | Europa                     |
| .ru   | Russland                                                                                          | Asien, Europa              |
| .rw   | Ruanda                                                                                            | Afrika                     |
| .sa   | Saudi-Arabien                                                                                     | Naher Osten                |
| .sb   | Salomonen                                                                                         | Australien und Ozeanien    |
| .sc   | Seychellen                                                                                        | Afrika                     |
| .sd   | Sudan                                                                                             | Afrika                     |
| .se   | Schweden                                                                                          | Europa                     |
| .sg   | Singapur                                                                                          | Asien                      |
| .sh   | St. Helena Tristan da Cunha                                                                       | Atlantischer Ozean         |
| .si   | Slowenien                                                                                         | Europa                     |
| .sj   | Svalbard und Jan Mayen (bisher keine Registrierung möglich, nur .no)                              | Nordatlantik               |
| .sk   | Slowakei                                                                                          | Europa                     |
| .sl   | Sierra Leone                                                                                      | Afrika                     |
| .sm   | San Marino                                                                                        | Europa                     |
| .sn   | Senegal                                                                                           | Afrika                     |
| .so   | Somalia                                                                                           | Afrika                     |
| .sr   | Suriname                                                                                          | Südamerika                 |
| .ss   | Südsudan                                                                                          | Afrika                     |
| .st   | São Tomé und Príncipe                                                                             | Afrika                     |
| .su   | Sowjetunion (heute von Russland weiterverwendet)                                                  | Asien, Europa              |
| .sv   | El Salvador                                                                                       | Mittelamerika              |
| .sx   | Sint Maarten                                                                                      | Karibik                    |
| .sy   | Syrien                                                                                            | Naher Osten                |
| .sz   | Eswatini                                                                                          | Afrika                     |
| .tc   | Turks- und Caicosinseln                                                                           | Karibik                    |
| .td   | Tschad                                                                                            | Afrika                     |
| .tf   | Französische Süd- und Antarktisgebiete                                                            | Antarktis, Indischer Ozean |
| .tg   | Togo                                                                                              | Afrika                     |
| .th   | Thailand                                                                                          | Asien                      |
| .tj   | Tadschikistan                                                                                     | Asien                      |
| .tk   | Tokelau                                                                                           | Australien und Ozeanien    |
| .tl   | Osttimor (Demokratische Republik Timor-Leste) (zuvor .tp)                                         | Asien                      |
| .tm   | Turkmenistan                                                                                      | Asien                      |
| .tn   | Tunesien                                                                                          | Afrika                     |
| .to   | Tonga                                                                                             | Australien und Ozeanien    |
| .tr   | Türkei, Türkische Republik Nordzypern                                                             | Asien, Europa              |
| .tt   | Trinidad und Tobago                                                                               | Karibik                    |
| .tv   | Tuvalu                                                                                            | Australien und Ozeanien    |
| .tw   | Taiwan                                                                                            | Asien                      |
| .tz   | Tansania                                                                                          | Afrika                     |
| .ua   | Ukraine                                                                                           | Europa                     |
| .ug   | Uganda                                                                                            | Afrika                     |
| .uk   | Vereinigtes Königreich (auch .gb, heute ungenutzt) (auch Wales Schottland Nordirland und England) | Europa                     |
| .us   | Vereinigte Staaten von Amerika                                                                    | Nordamerika                |
| .uy   | Uruguay                                                                                           | Südamerika                 |
| .uz   | Usbekistan                                                                                        | Asien                      |
| .va   | Vatikanstadt                                                                                      | Europa                     |
| .vc   | St. Vincent und die Grenadinen                                                                    | Karibik                    |
| .ve   | Venezuela                                                                                         | Südamerika                 |
| .vg   | Britische Jungferninseln                                                                          | Karibik                    |
| .vi   | Amerikanische Jungferninseln                                                                      | Karibik                    |
| .vn   | Vietnam                                                                                           | Asien                      |
| .vu   | Vanuatu                                                                                           | Australien und Ozeanien    |
| .wf   | Wallis und Futuna (auch .fr)                                                                      | Australien und Ozeanien    |
| .ws   | Samoa                                                                                             | Australien und Ozeanien    |
| .ye   | Jemen                                                                                             | Naher Osten                |
| .yt   | Mayotte (Frankreich) (auch .fr)                                                                   | Afrika                     |
| .za   | Südafrika                                                                                         | Afrika                     |
| .zm   | Sambia                                                                                            | Afrika                     |
| .zw   | Simbabwe                                                                                          | Afrika                     |

## Internationalisierte Top-Level-Domains
In der folgenden Liste sind internationalisierte länderspezifische Top-Level-Domains (IDN ccTLDs) enthalten.
| IDN ccTLD  | Transliteration | Land/Gebiet                  | Schrift                   | DNS-Name               |
| ---------- | --------------- | ---------------------------- | ------------------------- | ---------------------- |
| .مصر       | Maṣr            | Ägypten                      | Arabisch (Arabisch)       | xn--wgbh1c             |
| .الجزائر   | al-Jazā'ir      | Algerien                     | Arabisch (Arabisch)       | xn--lgbbat1ad8j        |
| .հայ       | hay             | Armenien                     | Armenisch                 | xn--y9a3aq             |
| .البحرين   | al-Bahrain      | Bahrain                      | Arabisch (Arabisch)       | xn--mgbcpq6gpa1a       |
| .বাংলা        | Bangla          | Bangladesch                  | Bengali                   | xn--54b7fta0cc         |
| .бг        | bg              | Bulgarien                    | Kyrillisch                | xn--90ae               |
| .中国      | Zhōngguó        | Volksrepublik China          | Chinesisch (Kurzzeichen)  | xn--fiqs8s             |
| .中國      | Zhōngguó        | Volksrepublik China          | Chinesisch (traditionell) | xn--fiqz9s             |
| .ευ        | ev              | Europäische Union            | Griechisch                | xn--qxa6a              |
| .ею        | eyu             | Europäische Union            | Kyrillisch                | xn--e1a4c              |
| .გე        | GE              | Georgien                     | Georgisch (Mchedruli)     | xn--node               |
| .ελ        | el              | Griechenland                 | Griechisch                | xn--qxam               |
| .香港      | Hoeng gong      | Hongkong                     | Chinesisch                | xn--j6w193g            |
| .भारत       | Bhārat          | Indien                       | Devanagari                | xn--h2brj9c            |
| .بھارت     | Bhārat          | Indien                       | Arabisch (Urdu)           | xn--mgbbh1a71e         |
| .భారత్       | Bhārata         | Indien                       | Telugu                    | xn--fpcrj9c3d          |
| .ભારત       | Bhārat          | Indien                       | Gujarati                  | xn--gecrj9c            |
| .ਭਾਰਤ       | Bhārat          | Indien                       | Gurmukhi                  | xn--s9brj9c            |
| .இந்தியா      | Intiyā          | Indien                       | Tamil                     | xn--xkc2dl3a5ee0h      |
| .ভারত       | Bharôt          | Indien                       | Bengali                   | xn--45brj9c            |
| .ಭಾರತ       | Bhārat          | Indien                       | Kannada                   | xn--2scrj9c            |
| .ഭാരതം       | Bhāratam        | Indien                       | Malayalam                 | xn--rvc1e0am3e         |
| .ভাৰত       | Bharatam        | Indien                       | Bengali                   | xn--45br5cyl           |
| .ଭାରତ       | Bhārat          | Indien                       | Oriya                     | xn--3hcrj9c            |
| .بارت      | Bārat           | Indien                       | Arabisch (Kashmiri)       | xn--mgbbh1a            |
| .भारतम्      | Bhāratam        | Indien                       | Devanagari                | xn--h2breg3eve         |
| .भारोत       | Bharot          | Indien                       | Devanagari                | xn--h2brj9c8c          |
| .ڀارت      | Bhārat          | Indien                       | Arabisch (Sindhi)         | xn--mgbgu82a           |
| .ایران     | Īrān            | Iran                         | Arabisch (Persisch)       | xn--mgba3a4f16a        |
| .عراق      | ʿIrāq           | Irak                         | Arabisch (Arabisch)       | xn--mgbtx2b            |
| .ישראל     | Jisraʾel        | Israel                       | Hebräisch                 | xn--4dbrk0ce           |
| .اليمن 1   | al-Yaman        | Jemen                        | Arabisch (Arabisch)       | xn--mgb2ddes           |
| .الاردن    | al-Urdun        | Jordanien                    | Arabisch (Arabisch)       | xn--mgbayh7gpa         |
| .қаз       | qaz             | Kasachstan                   | Kyrillisch (Kasachisch)   | xn--80ao21a            |
| .قطر       | Qaṭar           | Katar                        | Arabisch (Arabisch)       | xn--wgbl6a             |
| .ລາວ       | lao             | Laos                         | Laotisch                  | xn--q7ce6a             |
| .澳门 1    | Ou mun/Àomén    | Macau                        | Chinesisch (Kurzzeichen)  | xn--mix082f            |
| .澳門      | Ou mun/Àomén    | Macau                        | Chinesisch (traditionell) | xn--mix891f            |
| .مليسيا    | Malaysīyā       | Malaysia                     | Arabisch (Jawi)           | xn--mgbx4cd0ab         |
| .المغرب    | al-Maġrib       | Marokko                      | Arabisch (Arabisch)       | xn--mgbc0a9azcg        |
| .موريتانيا | Mūrītāniyā      | Mauretanien                  | Arabisch (Arabisch)       | xn--mgbah1a3hjkrd      |
| .мон       | mon             | Mongolei                     | Kyrillisch (Mongolisch)   | xn--l1acc              |
| .мкд       | mkd             | Nordmazedonien               | Kyrillisch (Mazedonisch)  | xn--d1alf              |
| .عمان      | ʿUmān           | Oman                         | Arabisch (Arabisch)       | xn--mgb9awbf           |
| .پاکستان   | Pākistān        | Pakistan                     | Arabisch (Urdu)           | xn--mgbai9azgqp6j      |
| .فلسطين    | Filasṭīn        | Palästina                    | Arabisch (Arabisch)       | xn--ygbi2ammx          |
| .рф        | rf              | Russland                     | Kyrillisch (Russisch)     | xn--p1ai               |
| .السعودية  | as-Suʿūdīya     | Saudi-Arabien                | Arabisch (Arabisch)       | xn--mgberp4a5d4ar      |
| .срб       | srb             | Serbien                      | Kyrillisch (Serbisch)     | xn--90a3ac             |
| .新加坡    | Xīnjiāpō        | Singapur                     | Chinesisch                | xn--yfro4i67o          |
| .சிங்கப்பூர்    | Cinkappūr       | Singapur                     | Tamil                     | xn--clchc0ea0b2g2a9gcd |
| .ලංකා        | Lanka           | Sri Lanka                    | Singhalesisch             | xn--fzc2c9e2c          |
| .இலங்கை      | Ilaṅkai         | Sri Lanka                    | Tamil                     | xn--xkc2al3hye2a       |
| .한국      | Han-guk         | Südkorea                     | Koreanisch                | xn--3e0b707e           |
| .سودان     | Sūdān           | Sudan                        | Arabisch (Arabisch)       | xn--mgbpl2fh           |
| .سورية     | Sūriyya         | Syrien                       | Arabisch (Arabisch)       | xn--ogbpf8fl           |
| .台湾      | Táiwān          | Taiwan                       | Chinesisch (Kurzzeichen)  | xn--kprw13d            |
| .台灣      | Táiwān          | Taiwan                       | Chinesisch (traditionell) | xn--kpry57d            |
| .臺灣 1    | Táiwān          | Taiwan                       | Chinesisch (traditionell) | xn--nnx388a            |
| .ไทย       | Thai            | Thailand                     | Thai                      | xn--o3cw4h             |
| .تونس      | Tūnis           | Tunesien                     | Arabisch (Arabisch)       | xn--pgbs0dh            |
| .укр       | ukr             | Ukraine                      | Kyrillisch (Ukrainisch)   | xn--j1amh              |
| .امارات    | Imārāt          | Vereinigte Arabische Emirate | Arabisch (Arabisch)       | xn--mgbaam7a8h         |
| .бел       | bel             | Belarus                      | Kyrillisch                | xn--90ais              |

Neben den länderspezifischen Top-Level-Domains gibt es übergangsweise eine Reihe von Test-Domains zum Testen von internationalisierten Namen in der Root-Zone. Die Namen bedeuten „Test“ in der jeweiligen verwendeten Sprache.

## Historische Top-Level-Domains
Die folgende Liste enthält historische Top-Level-Domains, deren Kürzel nicht länger für die angegebene Gebietskörperschaft vorgesehen sind.
| ccTLD | Land/Gebiet                                   | Anmerkung |
| ----- | --------------------------------------------- | --- |
| .an   | Niederländische Antillen                      | 2010 aufgelöst, TLD am 31. Juli 2015 gelöscht |
| .cs   | Tschechoslowakei                              | heute .cz und .sk, die TLD war später zeitweise für Serbien und Montenegro reserviert, wurde jedoch nie verwendet                                                                            |
| .dd   | Deutsche Demokratische Republik               | TLD wurde nie aktiviert |
| .tp   | Osttimor (Demokratische Republik Timor-Leste) | heute .tl |
| .um   | United States Minor Outlying Islands          | TLD war bis 2008 in Betrieb |
| .yu   | Jugoslawien                                   | TLD war bis zum 30. März 2010 in Betrieb, heute .rs für Serbien und .me für Montenegro sowie .ba für Bosnien und Herzegowina, .hr für Kroatien, .mk für Nordmazedonien und .si für Slowenien |
| .zr   | Zaire                                         | TLD war bis zum 20. Juni 2001 in Betrieb, heute .cd für Demokratische Republik Kongo |